# Hebrinae
Hebrinae – podrodzina pluskwiaków różnoskrzydłych z infrarzędu półwodnych i rodziny błotnicowatych.
Przedstawiciele podrodziny charakteryzują się oczami złożonymi umieszczonymi blisko tylnej krawędzi głowy. Czułki mają znacznie dłuższe od głowy i zaopatrzone w grupkę zmodyfikowanych, tępo zakończonych szczecinek przed wierzchołkiem członu czwartego o nierozpoznanej funkcji zmysłowej. Gatunki o grubo zbudowanych czułkach mają nie więcej niż 2,5 mm długości ciała. Kłujka swym trzecim członem nie przekracza tylnej krawędzi głowy. Odnóża mają arolium grzbietowe i brzuszne podobnych rozmiarów. Z wyjątkiem rodzaju Timasius samce mają genitalia o symetrycznych paramerach.
Pluskwiaki te znane są ze wszystkich obszarów zoogeograficznych, ale największą różnorodność gatunkową osiągają w krainie orientalnej. W Polsce występują 2 gatunki (zobacz: błotnicowate Polski).
Podrodzina ta obejmuje ponad 110 opisanych gatunków, zgrupowanych w 9 rodzajach:
- Austrohebrus Andersen & Weir, 2004
- Hebrometra Cobben, 1982
- Hebrus Curtis, 1833
- Lipogomphus Berg, 1879
- Merragata White, 1877
- †Miohebrus Garrouste and Nel, 2010
- Neotimasius Andersen, 1981
- †Stenohebrus J. Polhemus, 1995
- Timasius Distant, 1909

Zapis kopalny podrodziny obejmuje dwa umieszczone w monotypowych rodzajach gatunki: Stenohebrus glaesarius i Miohebrus anderseni; oba pochodzące z miocenu.